# Goose
Goose is een Belgische elektrorockband bestaande uit Mickael Karkousse, Dave Martijn, Tom Coghe en Bert Libeert.

## Geschiedenis

Goose on stage

Goose werd gevormd in de zomer van 2000 in het Belgische Kortrijk. In 2002 won de groep Humo's Rock Rally en later dat jaar namen zij samen met Teo Miller hun eerste single op, getiteld Audience. Coca-Cola gebruikte de debuutsingle voor tv-spotjes die uitgezonden werden door heel Europa.
In 2006 tekende de groep een contract bij Skint Records en hun debuutalbum Bring It On verscheen op 11 september 2006. De daaropvolgende tournee bracht de groep op festivals in heel Europa en tot in Australië en Japan.
Op 18 oktober 2010 verscheen Synrise, het tweede album van Goose. Na een tournee door Europa gaf de groep in oktober 2011 ook een thuisconcert op een vol Schouwburgplein in Kortrijk onder het motto 'Goose Invades'. Hierbij traden ook stadsgenoten SX op en werd het openluchtoptreden gevolgd door een afterparty in muziekclub De Kreun. Het titelnummer Synrise werd geremixt door onder meer Soulwax, terwijl jazzpianist Jef Neve een klassieke pianoversie maakte. Het albumontwerp voor Synrise was van de hand van Storm Thorgerson.
Het derde Goose-album, Control Control Control, kwam uit in 2012. Het album werd volledig live in de studio opgenomen, met de hulp van Paul Stacey (Noel Gallagher) en Dave Sardy (Oasis, ZZ Top).
Het vierde album — What You Need, grotendeels opgenomen in Los Angeles met Jason Falkner , verscheen op 15 april 2016 en kwam binnen op de eerste plaats in de Ultratop lijst. Het album werd vergezeld door een kortfilm geregisseerd door Willy Vanderperre. 2016 werd ook het jaar waarin Goose voor het eerst op de main stage van Rock Werchter stond en de Lotto Arena uitverkocht.

## Music Industry Awards

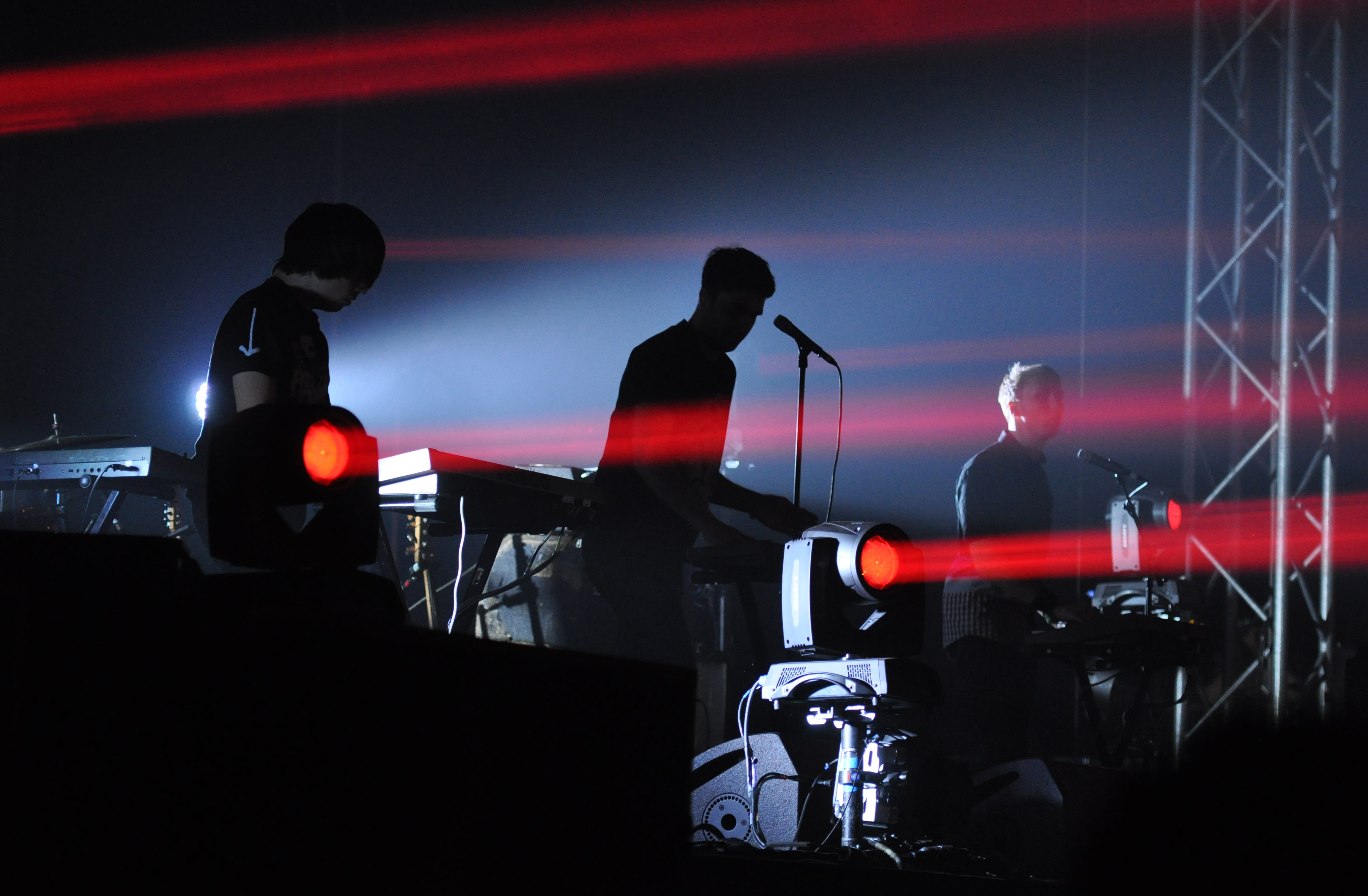
Goose, Paaspop 2013

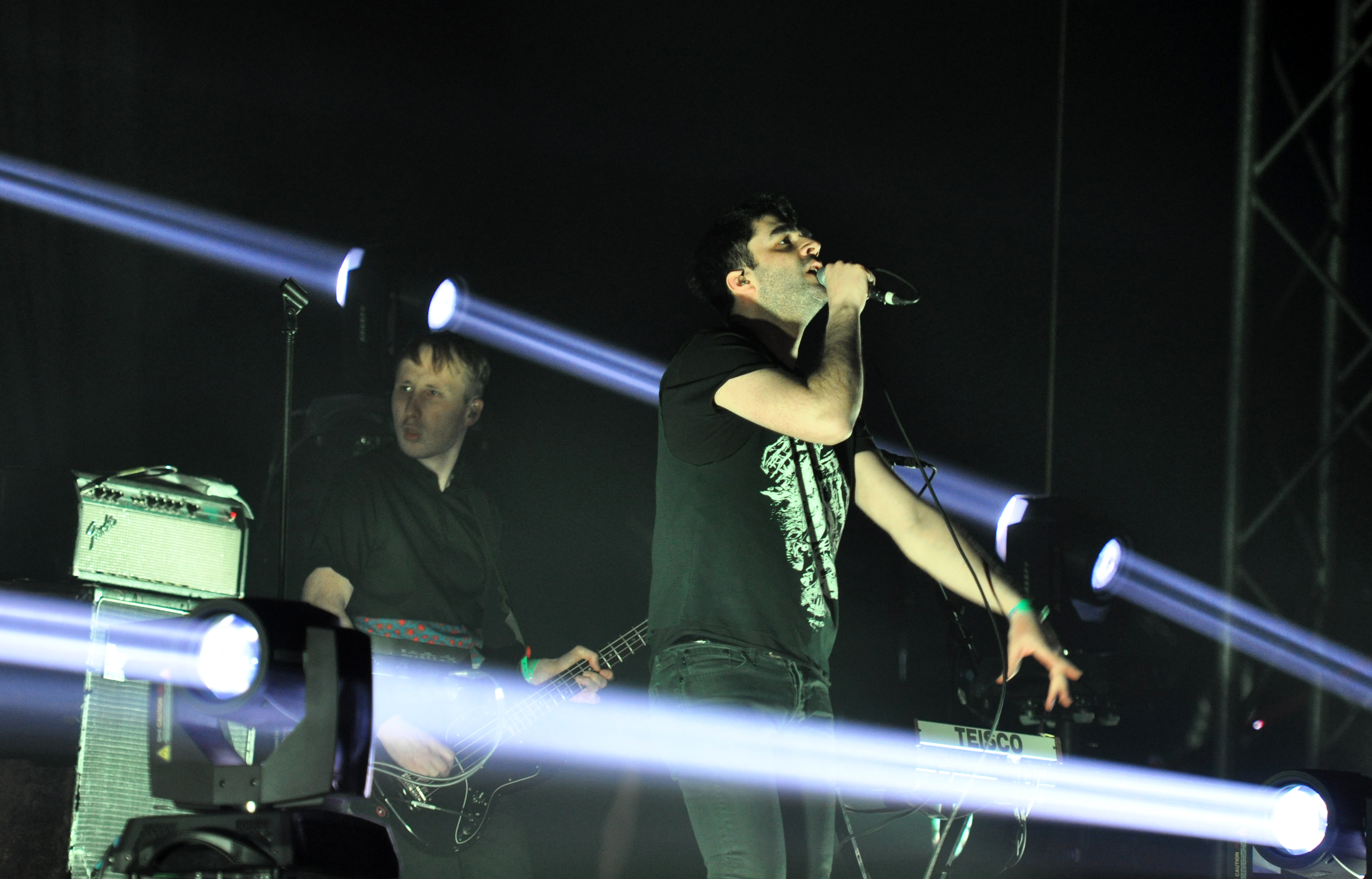
Goose, Paaspop 2013

Goose ontving tot nu toe 4 MIA awards:
- in 2007 voor "beste live act"
- in 2010 voor "beste dance/elektronica" en "beste artwork"
- in 2016 voor "beste live act"

## Discografie

### Albums
| Album met eventuele hitnotering(en) in de Nederlandse Album Top 100 | Datum van verschijnen | Datum van binnenkomst | Hoogste positie | Aantal weken | Opmerkingen |
| ------------------------------------------------------------------- | --------------------- | --------------------- | --------------- | ------------ | ----------- |
| Bring it on                                                         | 08-09-2006            | 25-08-2007            | 79              | 1            |             |

| Album met hitnotering(en) in de Vlaamse Ultratop 200 albums | Datum van verschijnen | Datum van binnenkomst | Hoogste positie | Aantal weken | Opmerkingen |
| ----------------------------------------------------------- | --------------------- | --------------------- | --------------- | ------------ | ----------- |
| Bring it on                                                 | 08-09-2006            | 23-09-2006            | 17              | 46           |             |
| Synrise                                                     | 18-10-2010            | 23-10-2010            | 5               | 19           |             |
| Control control control                                     | 12-10-2012            | 20-10-2012            | 3               | 50           |             |
| What you need                                               | 15-04-2016            | 23-04-2016            | 1               | 50           |             |
| Nonstop - Live at Pukkelpop 2018                            | 18-09-2018            | 06-10-2018            | 146             | 2            |             |
| Something new                                               | 12-03-2021            | 20-03-2021            | 2               | 2            |             |
| Endless                                                     | 11-03-2022            | 19-03-2022            | 6               | 7            |             |

### Singles
| Single met hitnotering(en) in de Vlaamse Ultratop 50 | Datum van verschijnen | Datum van binnenkomst | Hoogste positie | Aantal weken | Opmerkingen |
| ---------------------------------------------------- | --------------------- | --------------------- | --------------- | ------------ | ----------- |
| British mode                                         | 01-10-2006            | 16-12-2006            | tip4            | -            |             |
| Bring it on                                          | 10-06-2007            | 27-10-2007            | tip20           | -            |             |
| Words                                                | 16-08-2010            | 25-09-2010            | 8               | 12           |             |
| Can't stop me now                                    | 15-11-2010            | 04-12-2010            | tip17           | -            |             |
| Synrise                                              | 07-03-2011            | 09-04-2011            | 17              | 23           | Goud        |
| Real                                                 | 20-08-2012            | 15-09-2012            | tip52           | -            |             |
| Control                                              | 24-09-2012            | 13-10-2012            | 27              | 4            |             |
| Lucifer                                              | 07-01-2013            | 26-01-2013            | tip54           | -            |             |
| United                                               | 04-03-2013            | 16-03-2013            | tip31           | -            |             |
| Your ways                                            | 12-08-2013            | 24-08-2013            | tip14           | -            |             |
| Call me                                              | 26-02-2016            | 05-03-2016            | tip1            | -            |             |
| So long                                              | 13-06-2016            | 25-06-2016            | tip8            | -            |             |
| What you need                                        | 12-09-2016            | 08-10-2016            | tip6            | -            |             |
| Trip                                                 | 10-03-2017            | 18-03-2017            | tip             | -            | met SX      |
| What you need (Nonstop live remix)                   | 31-08-2018            | 08-09-2018            | tip15           | -            |             |
| Something new                                        | 19-07-2019            | 27-07-2019            | tip5            | -            |             |
| Girls who act like boys                              | 08-11-2019            | 16-11-2019            | tip43           | -            |             |
| Losing you                                           | 12-03-2021            | 20-03-2021            | tip24           | -            |             |

## Trivia
- De single Synrise stond op nummer 1 in het jaaroverzicht 2011 van de hotlist van Studio Brussel.[2]

## Muziek in tv-programma's
- Check: CSI: NY, seizoen 3, aflevering 1 (People with money) (20 september 2006)
- Trendsetter: Chuck, seizoen 1, aflevering 7 (Chuck vs. the Alama Mater) (5 november 2007)
- Audience: CSI: Miami, seizoen 6, aflevering 10 (CSI: My Nanny) (20 april 2008)

## Muziek in films
- Black Gloves: Blitz (2011)
- Code 37 (2011)